# (36563) 2000 QW112
2000 QW112 (asteroide 36563) é um asteroide da cintura principal. Possui uma excentricidade de 0.20103560 e uma inclinação de 5.44445º.
Este asteroide foi descoberto no dia 24 de agosto de 2000 por LINEAR em Socorro.